# Baracs
Baracs è un comune dell'Ungheria di 3.380 abitanti (dati 2001). È situato nella contea di Fejér.